# Барцев, Леонид Павлович
Леонид Павлович Барцев — советский хозяйственный и государственный деятель, лауреат Государственной премии СССР за выдающиеся достижения в труде.

## Биография
Родился в 1927 году в Костромской области в рабочей семье. Член КПСС.
В 1943—1948 — плотник-мостостроитель, участник сооружения военных переправ для танков.
В 1948—1949 — участник восстановления железнодорожного моста через Буг в городе Бресте.
В 1949—1987 — строитель водных сооружений в Ленинграде, бригадир комплексной бригады треста «Севзапморгидрострой».
При восстановлении Ленинградского морского порта бригада Барцева применила прямой вариант, практикуемый на флоте,— «море — вагон», благодаря чему засыпка материалов производится с судна непосредственно в тело причала, вместо выгрузки на берег и в склады, что позволило сократить численность бригады с 19 до 14 человек, вводить в строй каждый причал Морского порта в среднем на 60 дней раньше срока, выполнять планы на 150 процентов.
За внедрение передового опыта проведения строительных работ, улучшение использования машин и механизмов был в составе коллектива удостоен Государственной премии СССР за выдающиеся достижения в труде 1978 года.
Жил в Санкт-Петербурге.

## Награды
- Орден Ленина (1976)
- Орден Трудового Красного Знамени (1966)